# Calibanus
Calibanus is een geslacht uit de aspergefamilie. De soorten komen voor in het midden en noordoosten van Mexico.

## Soorten
- Calibanus glassianus
- Calibanus hookeri